# ナッポスユナイテッド
株式会社ナッポスユナイテッド（英: NAPPOS UNITED Co.,Ltd.）は、東京都中央区に本拠を置く演劇の企画・製作会社。
2011年、演劇集団キャラメルボックスのチーフプロデューサー「仲村和生」が設立。
2019年6月、ネヴァーランド・アーツに所属していた全俳優は本事務所に移籍している。

## 所属アーティスト
- 川原和久
- 成井豊
- 山崎彬
- 岡田太郎
- 真柴あずき
- 筒井俊作
- 竹鼻優太
- 仲村和生
- 西川浩幸
- 大森美紀子
- 坂口理恵
- 多田直人
- 岡内美喜子
- 森めぐみ
- 渡邊安理
- 原田樹里
- 小林春世
- 庄村拓也

## 主なプロデュース関連作品
- MONKEY MAJIK in Taiwan (2011年、2012年）
- MONGOL800 ga LIVE in台北(2012年）
- 韓国アクション：ドローイング【HERO】(2012年）
- ミュージカル『光化門恋歌』大阪公演 (2012年）
- TOKYO FM EARTH×HEART PROJECT『ASIAN KUNG-FU GENERATION×STRAIGHTENER-10th Anniversary-』 ASIA CIRCUIT SINGAPORE、TAIWAN(2013年）
- 『樹海』 脚本・演出 鈴井貴之 (2012年、産経新聞 WOWOW ネビュラプロジェクト)
- 『シレンシオ』 作・演出 小野寺修二 首藤康之×原田知世 (2013年、ネビュラプロジェクト）
- 『ショーシャンクの空に』原作 スティーヴン・キング 脚本 喜安浩平　演出 河原雅彦 (2013年、産経新聞 WOWOW ネビュラプロジェクト)
- スラップスティック・リメンバーコンサート(2013年）
- 『愛すべき娘たち』 原作 よしながふみ 脚本 真柴あずき 演出 ARMs (2013年、ARMs)
- HKT48九州7県ツアー〜可愛い子には旅をさせよ〜(2014年）
- バナナムーンプロジェクト　舞台『容疑者Xの献身』韓国公演(2014年）
- 『ファイアボール・ブルース』原作 桐野夏生　脚本・演出　ARMs (2014年）
- 『チルドレン』 原作 伊坂幸太郎 脚本・演出 瀬戸山美咲 (2014年、東京ハートブレーカーズ）
- DULL-COLORED POP番外公演『プルーフ／証明』脚本 デヴィッド・オーバーン 翻訳・演出 谷賢一(2014年)
- ブロードウェイミュージカル『I DO! I DO!』(2014年）
- 『SHIP IN A BOTTLE』 脚本・演出 鈴井貴之 (2014年、OOPARTS CREATIVE OFFICE CUE)
- 『羽田劇場』 脚本 瀨戸山美咲  演出 末満健一 (2015年、羽田空港、オレンジ・アンド・パートナーズ)
- 『TRUMP』 脚本・演出 末満健一 (2015年)